# Chicago VI
Chicago VI è il quinto album discografico in studio del gruppo musicale statunitense Chicago, pubblicato nel 1973.

## Tracce
Side 1
1. Critics' Choice – 2:49
2. Just You 'n' Me – 3:42
3. Darlin' Dear – 2:56
4. Jenny – 3:31
5. What's This World Comin' To – 4:58

Side 2
1. Something in This City Changes People – 3:42
2. Hollywood – 3:52
3. In Terms of Two – 3:29
4. Rediscovery – 4:47
5. Feelin' Stronger Every Day – 4:15

## Formazione
- Peter Cetera - basso, voce
- Terry Kath - chitarre, voce
- Robert Lamm - tastiere, voce
- Lee Loughnane - tromba, cori, percussioni
- James Pankow - trombone
- Walter Parazaider - legni
- Danny Seraphine - batteria